# Parrocchie della diocesi di Padova

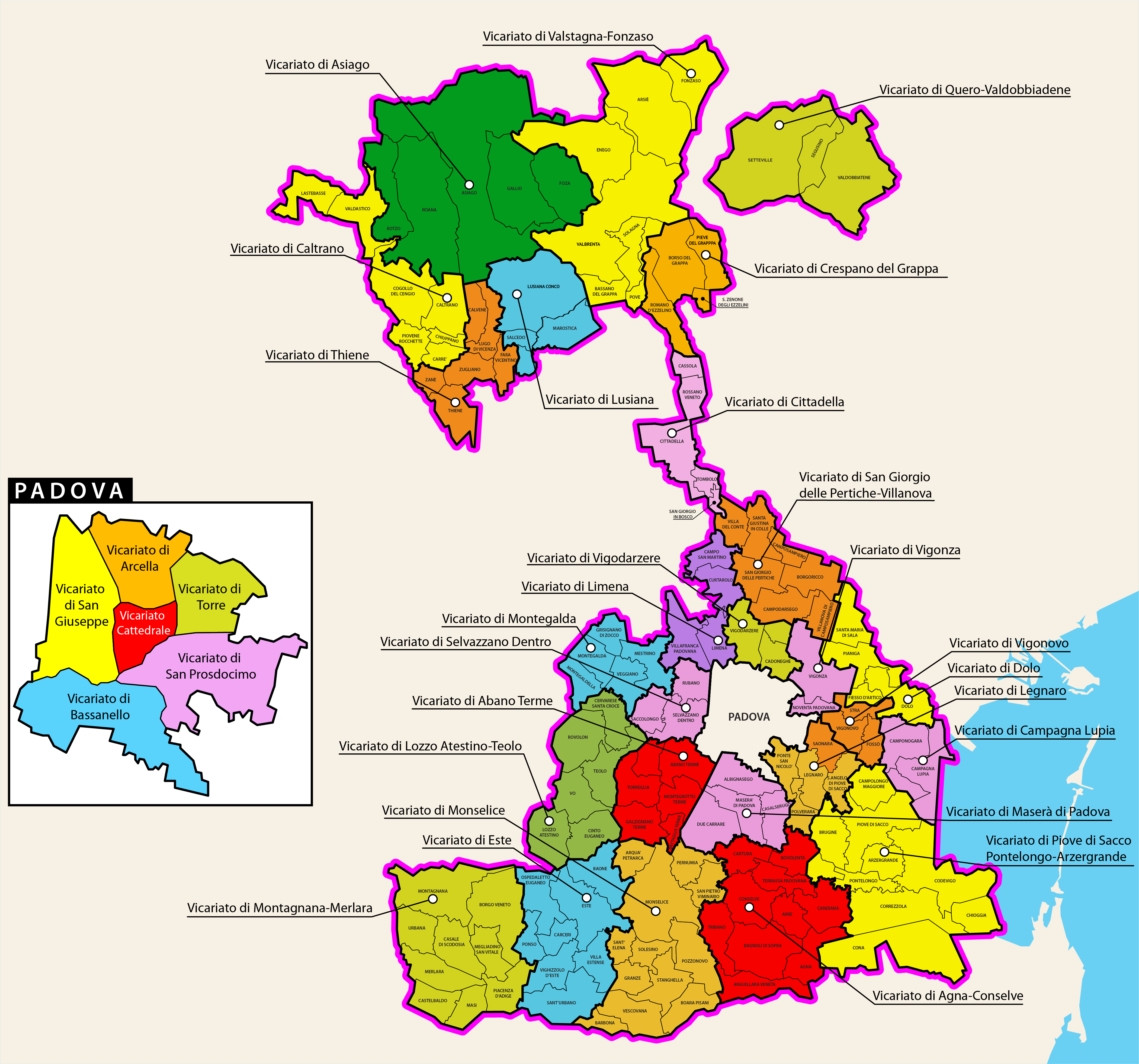
La diocesi di Padova organizzata per vicariati.

Le parrocchie della diocesi di Padova sono 454 e sono distribuite in comuni e frazioni appartenenti alle provincie di Padova, Belluno, Treviso, Venezia e Vicenza.

## Vicariati
La diocesi è organizzata in una trentina di vicariati.
Negli anni novanta i vicariati vennero raggruppati in dieci zone pastorali:
- Atestina (vicariati di Este, Lozzo Atestino, Merlara, Montagnana, Villa Estense)
- Centrale (vicariati di Cittadella, San Giorgio delle Pertiche, Villanova di Camposampiero)
- Cintura Nord (vicariati di Limena, Montegalda, Selvazzano Dentro, Vigodarzere)
- Cittadina (vicariati di Arcella, Bassanello, Cattedrale, San Giuseppe, San Prosdocimo, Torre)
- Monselicense-Conselvana (vicariati di Agna, Conselve, Monselice, Stanghella)
- Montana Est (vicariati di Crespano del Grappa, Fonzaso, Quero, Valdobbiadene, Valstagna)
- Montana Ovest (vicariati di Asiago, Caltrano, Lusiana, Thiene)
- Saccisica (vicariati di Arzergrande, Legnaro, Piove di Sacco, Pontelongo)
- Termale-Colli (vicariati di Abano Terme, Maserà di Padova, Teolo)
- Veneziana (vicariati di Campagna Lupia, Dolo, Vigonovo, Vigonza)

Oggi tali raggruppamenti non sono più utilizzati, se non nell'ambito dell'Azione Cattolica.

### Vicariato della Cattedrale
Comprende le parrocchie del centro storico di Padova. La popolazione del territorio ammonta a 35.193 unità.
| Parrocchia                             | Patrono                              | Comune | Frazione/Quartiere | Popolazione | Web |
| -------------------------------------- | ------------------------------------ | ------ | ------------------ | ----------- | --- |
| Cattedrale                             | Assunzione della Beata Vergine Maria | Padova | centro storico     | 3.000       |     |
| Carmine in Padova                      | Nostra Signora del Monte Carmelo     | Padova | centro storico     | 4.835       |     |
| Eremitani in Padova                    | Santi Filippo e Giacomo apostoli     | Padova | centro storico     | 795         |     |
| Immacolata in Padova                   | Beata Vergine Maria Immacolata       | Padova | centro storico     | 1.400       |     |
| Ognissanti in Padova                   | Tutti i Santi                        | Padova | centro storico     | 1.250       |     |
| Pace in Padova                         | Santissimo Nome di Gesù              | Padova | centro storico     | 835         |     |
| Sant'Alberto Magno in Padova           | Sant'Alberto magno                   | Padova | centro storico     | 1.330       |     |
| Sant'Andrea in Padova                  | Sant'Andrea apostolo                 | Padova | centro storico     | 401         |     |
| San Benedetto in Padova                | San Benedetto abate                  | Padova | centro storico     | 2.820       |     |
| Santa Croce in Padova                  | Santa Croce                          | Padova | centro storico     | 4.000       |     |
| San Daniele in Padova                  | San Daniele martire                  | Padova | centro storico     | 1.290       |     |
| San Francesco in Padova                | San Francesco d'Assisi               | Padova | centro storico     | 1.300       |     |
| Santa Giustina in Padova (Benedettini) | Santa Giustina vergine e martire     | Padova | centro storico     | 3.300       |     |
| San Nicolò in Padova                   | San Nicolò                           | Padova | centro storico     | 1.220       |     |
| Santa Sofia in Padova                  | Santa Sofia                          | Padova | centro storico     | 2.047       |     |
| San Tomaso in Padova                   | San Tomaso Becket                    | Padova | centro storico     | 1.200       |     |
| Servi in Padova (Servi di Maria)       | Natività della Beata Vergine Maria   | Padova | centro storico     | 1.290       |     |
| Torresino in Padova                    | Madonna Addolorata                   | Padova | centro storico     | 2.880       |     |

### Vicariato di Abano Terme
Comprende le parrocchie dei comuni di Abano Terme, Battaglia Terme, Galzignano Terme, Montegrotto Terme e Torreglia e della frazione Tramonte di Teolo; non vi è compresa la parrocchia della frazione Feriole di Abano Terme (vic. dei Colli). La popolazione del territorio ammonta a 44.512 unità.
| Parrocchia                            | Patrono                   | Comune              | Frazione/Quartiere | Popolazione | Web |
| ------------------------------------- | ------------------------- | ------------------- | ------------------ | ----------- | --- |
| Abano Terme                           | San Lorenzo martire       | Abano Terme         | centro             | 9.700       |     |
| Battaglia Terme                       | San Giacomo apostolo      | Battaglia Terme     | centro             | 4.900       |     |
| Galzignano Terme                      | Santa Maria Assunta       | Galzignano Terme    | centro             | 3.150       |     |
| Giarre                                | Cuore Immacolato di Maria | Abano Terme         | Giarre             | 1.800       |     |
| Luvigliano                            | San Martino               | Torreglia           | Luvigliano         | 675         |     |
| Mezzavia                              | San Gregorio Barbarigo    | Montegrotto Terme   | Mezzavia           | 2.420       |     |
| Montegrotto Terme                     | San Pietro apostolo       | Montegrotto Terme   | centro             | 6.500       |     |
| Monteortone                           | Santa Maria Assunta       | Abano Terme e Teolo | Monteortone        | 2.600       |     |
| Monterosso                            | San Bartolomeo apostolo   | Abano Terme e Teolo | Monterosso         | 817         |     |
| Sacro Cuore alle Terme in Abano Terme | Sacro Cuore di Gesù       | Abano Terme         | centro             | 3.200       |     |
| Torreglia                             | Sacro Cuore di Gesù       | Torreglia           | centro             | 5.600       |     |
| Tramonte                              | San Giorgio               | Teolo               | Tramonte           | 850         |     |
| Turri                                 | Santissimo Rosario        | Montegrotto Terme   | Turri              | 1.200       |     |
| Valsanzibio                           | San Lorenzo               | Galzignano Terme    | Valsanzibio        | 1.100       |     |

### Vicariato dell'Arcella
Comprende le parrocchie del comune di Padova a nord del centro. La popolazione del territorio ammonta a 49.940 unità.
| Parrocchia                                   | Patrono                             | Comune | Frazione/Quartiere   | Popolazione | Web |
| -------------------------------------------- | ----------------------------------- | ------ | -------------------- | ----------- | --- |
| Arcella in Padova (Frati minori conventuali) | Sant'Antonio di Padova              | Padova | Arcella              | 5.200       |     |
| Altichiero in Padova                         | Maternità della Beata Vergine Maria | Padova | Altichiero           | 4.000       |     |
| Buon Pastore in Padova (Rogazionisti)        | Gesù Buon Pastore                   | Padova | Arcella              | 2.800       |     |
| Pontevigodarzere in Padova                   | San Giovanni Battista               | Padova | Pontevigodarzere     | 4.040       |     |
| San Bellino in Padova                        | San Bellino                         | Padova | Arcella              | 5.700       |     |
| San Carlo in Padova                          | San Carlo Borromeo                  | Padova | Arcella-San Carlo    | 8.100       |     |
| Sacro Cuore in Padova                        | Sacro Cuore di Gesù                 | Padova | Altichiero           | 5.500       |     |
| San Filippo Neri in Padova                   | San Filippo Neri                    | Padova | Arcella              | 4.000       |     |
| San Gregorio Barbarigo in Padova             | San Gregorio Barbarigo              | Padova | Arcella-San Gregorio | 4.100       |     |
| San Lorenzo da Brindisi in Padova            | San Lorenzo da Brindisi             | Padova | Arcella              | 3.000       |     |
| Trinità in Padova                            | Santissima Trinità                  | Padova | Arcella              | 3.500       |     |

### Vicariato di Asiago
Comprende le parrocchie dei comuni di Asiago, Foza, Gallio, Roana e Rotzo. La popolazione del territorio ammonta a 13.837 unità.
| Parrocchia      | Patrono                                 | Comune | Frazione/Quartiere | Popolazione | Web |
| --------------- | --------------------------------------- | ------ | ------------------ | ----------- | --- |
| Asiago          | San Matteo apostolo                     | Asiago | centro             | 6.110       |     |
| Camporovere     | San Giovanni Battista                   | Roana  | Camporovere        | 414         |     |
| Canove          | San Marco evangelista                   | Roana  | Canove             | 950         |     |
| Cesuna          | Beata Vergine Maria Immacolata          | Roana  | Cesuna             | 638         |     |
| Foza            | Santa Maria Assunta                     | Foza   | centro             | 700         |     |
| Gallio          | San Bartolomeo Apostolo                 | Gallio | centro             | 2.040       |     |
| Mezzaselva      | Presentazione della Beata Vergine Maria | Roana  | Mezzaselva         | 220         |     |
| Roana           | Santa Giustina                          | Roana  | centro             | 790         |     |
| Rotzo           | Santa Gertrude                          | Rotzo  | centro             | 580         |     |
| Sasso di Asiago | Sant'Antonio da Padova                  | Asiago | Sasso              | 440         |     |
| Stoccareddo     | San Giovanni Battista                   | Gallio | Stoccareddo        | 380         |     |
| Treschè Conca   | San Luigi Gonzaga                       | Roana  | Treschè Conca      | 575         |     |

### Vicariato del Bassanello
Comprende le parrocchie del comune di Padova a sudovest del centro. La popolazione del territorio ammonta a 33.000 unità.
| Parrocchia                             | Patrono                            | Comune | Frazione/Quartiere         | Popolazione | Web                                               |
| -------------------------------------- | ---------------------------------- | ------ | -------------------------- | ----------- | ------------------------------------------------- |
| Bassanello in Padova                   | Santa Maria Assunta                | Padova | Bassanello                 | 4.450       |                                                   |
| Crocifisso in Padova (Dehoniani)       | Santissimo Crocifisso              | Padova | Quattro Martiri/Crocifisso | 3.400       |                                                   |
| Guizza in Padova                       | Santi Angeli Custodi               | Padova | Guizza                     | 8.000       |                                                   |
| Mandria in Padova                      | Natività della Beata Vergine Maria | Padova | Mandria                    | 5.500       |                                                   |
| San Giovanni Bosco in Padova           | San Giovanni Bosco                 | Padova | Paltana                    | 4.000       |                                                   |
| Santa Teresa di Gesù Bambino in Padova | Santa Teresa di Gesù Bambino       | Padova | Guizza                     | 4.050       | Archiviato il 20 maggio 2011 in Internet Archive. |
| Salboro in Padova                      | Santa Maria Assunta                | Padova | Salboro                    | 2.200       |                                                   |
| Voltabrusegana in Padova               | San Martino                        | Padova | Voltabrusegana             | 1.400       |                                                   |

### Vicariato di Caltrano
Sito ufficiale
Comprende le parrocchie dei comuni di Caltrano, Carrè, Chiuppano, Cogollo del Cengio, Lastebasse, Piovene Rocchette e Valdastico; non vi appartiene la parrocchia della frazione Forni di Valdastico (diocesi di Vicenza). La popolazione del territorio ammonta a 20.442 unità.
| Parrocchia            | Patrono                                      | Comune             | Frazione/Quartiere | Popolazione | Web |
| --------------------- | -------------------------------------------- | ------------------ | ------------------ | ----------- | --- |
| Caltrano              | Santa Maria Assunta                          | Caltrano           | centro             | 2.000       |     |
| Carrè                 | Santa Maria Assunta                          | Carrè              | centro             | 3.562       |     |
| Chiuppano             | San Michele arcangelo                        | Chiuppano          | centro             | 2.624       |     |
| Cogollo del Cengio    | San Cristoforo                               | Cogollo del Cengio | centro             | 2.400       |     |
| Grumello              | Natività della Beata Vergine Maria           | Piovene Rocchette  | Grumello           | 1.700       |     |
| Lastebasse            | San Marco evangelista                        | Lastebasse         | centro             | 230         |     |
| Mosson                | San Gaetano                                  | Cogollo del Cengio | Mosson             | 1.191       |     |
| Pedescala             | Sant'Antonio di Padova                       | Valdastico         | Pedescala          | 220         |     |
| Piovene               | Santo Stefano                                | Piovene Rocchette  | Piovene            | 4.500       |     |
| Rocchette             | San Giuseppe sposo della Beata Vergine Maria | Piovene Rocchette  | Rocchette          | 1.300       |     |
| San Pietro Valdastico | San Pietro                                   | Valdastico         | San Pietro         | 715         |     |

### Vicariato di Campagna Lupia
Sito web Archiviato il 24 agosto 2017 in Internet Archive.
Comprende le parrocchie dei comuni di Campagna Lupia e Camponogara e delle frazioni Bojon e Santa Maria Assunta di Campolongo Maggiore. La popolazione del territorio ammonta a 22.099 unità.
| Parrocchia                                 | Patrono                          | Comune              | Frazione/Quartiere  | Popolazione | Web |
| ------------------------------------------ | -------------------------------- | ------------------- | ------------------- | ----------- | --- |
| Campagna Lupia                             | San Pietro                       | Campagna Lupia      | centro              | 5.200       |     |
| Bojon                                      | San Nicola                       | Campolongo Maggiore | Bojon               | 3.400       |     |
| Calcroci                                   | Santissimo Redentore             | Camponogara         | Calcroci            | 2.700       |     |
| Camponogara                                | Santi Maria Assunta e Prosdocimo | Camponogara         | centro              | 4.500       |     |
| Campoverardo                               | Santi Quirico e Giulitta         | Camponogara         | Campoverardo        | 950         |     |
| Lova                                       | Santa Giustina                   | Campagna Lupia      | Lova                | 829         |     |
| Lughetto                                   | Santi Tommaso e Gregorio         | Campagna Lupia      | Lughetto e Lugo     | 1.210       |     |
| Premaore                                   | San Giovanni Battista            | Camponogara         | Premaore            | 710         |     |
| Prozzolo                                   | San Michele Arcangelo            | Camponogara         | Prozzolo            | 2.600       |     |
| Santa Maria Assunta di Campolongo Maggiore | Santa Maria Assunta              | Campolongo Maggiore | Santa Maria Assunta | 1.400       |     |

### Vicariato di Cittadella
Sito web
Comprende le parrocchie dei comuni di Cassola, Cittadella e Rossano Veneto e delle frazioni Onara di Tombolo e Sant'Anna Morosina di San Giorgio in Bosco; non vi sono comprese le parrocchie delle frazioni Facca di Cittadella, Santa Croce Bigolina di Cittadella, San Giuseppe di Cassola e San Zeno di Cassola (diocesi di Vicenza). La popolazione del territorio ammonta a 34.231 unità.
| Parrocchia                | Patrono                                 | Comune               | Frazione/Quartiere | Popolazione | Web |
| ------------------------- | --------------------------------------- | -------------------- | ------------------ | ----------- | --- |
| Cittadella                | Santi Prosdocimo e Donato               | Cittadella           | centro             | 9.865       |     |
| Ca' Onorai                | Presentazione della Beata Vergine Maria | Cittadella           | Ca' Onorai         | 1.075       |     |
| Cassola                   | San Marco evangelista                   | Cassola              | centro             | 4.000       |     |
| Laghi di Cittadella       | San Bernardo                            | Cittadella           | Laghi              | 3.100       |     |
| Onara                     | San Biagio                              | Tombolo              | Onara              | 2.930       |     |
| Pozzetto                  | Santissimo Redentore                    | Cittadella           | Pozzetto           | 2.500       |     |
| Rossano Veneto            | Natività della Beata Vergine Maria      | Rossano Veneto       | centro             | 7.600       |     |
| Sant'Anna Morosina        | Sant'Anna                               | San Giorgio in Bosco | Sant'Anna Morosina | 783         |     |
| San Donato di Cittadella  | San Donato                              | Cittadella           | San Donato         | 1.330       |     |
| Santa Maria di Cittadella | Cuore Immacolato di Maria               | Cittadella           | Santa Maria        | 1.048       |     |

### Vicariato dei Colli
- Vicariato dei Colli (Lozzo Atestino-Teolo), su diocesipadova.it.

Comprende le parrocchie dei comuni di Cervarese Santa Croce, Cinto Euganeo, Lozzo Atestino, Rovolon, Teolo e Vo'; non sono comprese le parrocchie delle frazioni Monteortone, Monterosso e Tramonte di Teolo (vic. di Abano Terme). La popolazione del territorio ammonta a 27.441 unità.
| Parrocchia            | Patrono                            | Comune                                 | Frazione/Quartiere | Popolazione | Web |
| --------------------- | ---------------------------------- | -------------------------------------- | ------------------ | ----------- | --- |
| Lozzo Atestino        | Santi Leonzio e Carpoforo          | Lozzo Atestino                         | centro             | 1 900       |     |
| Boccon                | Natività della Beata Vergine Maria | Vo'                                    | Boccon             | 543         |     |
| Cinto Euganeo         | Santa Maria Assunta                | Cinto Euganeo                          | centro             | 648         |     |
| Cortelà               | Santi Nazario e Celso              | Vo'                                    | Cortelà            | 274         |     |
| Faedo                 | San Pietro Apostolo                | Cinto Euganeo                          | Faedo              | 398         |     |
| Fontanafredda         | San Donato                         | Cinto Euganeo                          | Fontanafredda      | 545         |     |
| Valbona               | San Rocco                          | Lozzo Atestino                         | Valbona            | 1 300       |     |
| Valnogaredo           | San Bartolomeo Apostolo            | Cinto Euganeo                          | Valnogaredo        | 468         |     |
| Vo' Centro            | Santa Maria Ausiliatrice           | Vo'                                    | centro             | 1 084       |     |
| Vo' Vecchio           | San Lorenzo                        | Vo'                                    | Vo' Vecchio        | 533         |     |
| Zovon                 | San Giuseppe                       | Vo'                                    | Zovon              | 808         |     |
| Teolo                 | Santa Giustina vergine e martire   | Teolo                                  | centro             | 900         |     |
| Bastia                | Santa Maria della Neve             | Rovolon                                | Bastia             | 2 600       |     |
| Bresseo-Treponti      | Santa Maria Madre della Chiesa     | Teolo                                  | Bresseo e Treponti | 2 030       |     |
| Carbonara             | San Giovanni Battista              | Rovolon                                | Carbonara          | 1 100       |     |
| Castelnuovo           | San Biagio vescovo                 | Teolo                                  | Castelnuovo        | 260         |     |
| Cervarese Santa Croce | Santa Croce                        | Cervarese Santa Croce                  | centro             | 1 500       |     |
| Feriole               | Santa Maria Regina                 | Abano Terme, Selvazzano Dentro e Teolo | Feriole            | 2 000       |     |
| Fossona               | Sant'Antonio da Padova             | Cervarese Santa Croce                  | Fossona            | 1 550       |     |
| Montemerlo            | San Michele arcangelo              | Cervarese Santa Croce                  | Montemerlo         | 2 700       |     |
| Praglia               | Santa Maria Assunta                | Teolo                                  | Praglia            | 2 500       |     |
| Rovolon               | San Giorgio                        | Rovolon                                | Rovolon            | 800         |     |
| Villa di Teolo        | Santa Maria                        | Teolo                                  | Villa              | 1 000       |     |

### Vicariato del Conselvano
- Vicariato del Conselvano (Agna-Conselve), su diocesipadova.it.
- Sito web

Comprende le parrocchie dei comuni di Agna, Anguillara Veneta, Arre, Bagnoli di Sopra, Bovolenta, Candiana, Cartura, Conselve, Terrassa Padovana e Tribano; non vi sono comprese le parrocchie delle frazioni Brusadure e San Lorenzo di Bovolenta (vic. del Piovese). La popolazione del territorio ammonta a 39.541 unità.
| Parrocchia                   | Patrono                                 | Comune                     | Frazione/Quartiere | Popolazione | Web                         |
| ---------------------------- | --------------------------------------- | -------------------------- | ------------------ | ----------- | --------------------------- |
| Agna                         | San Giovanni Battista                   | Agna                       | centro             | 3.050       |                             |
| Arre                         | Santa Maria Assunta                     | Arre                       | centro             | 2.164       |                             |
| Arzercavalli                 | San Giacomo apostolo                    | Terrassa Padovana          | Arzercavalli       | 830         |                             |
| Borgoforte                   | Sant'Antonio abate                      | Anguillara Veneta          | Borgoforte         | 738         |                             |
| Candiana                     | San Michele arcangelo                   | Candiana                   | centro             | 1.650       |                             |
| Fossaragna                   | Santa Maria Assunta                     | Bovolenta                  | Fossaragna         | 360         |                             |
| Frapiero di Agna             | Presentazione della Beata Vergine Maria | Agna                       | Frapiero           | 221         |                             |
| Pontecasale                  | San Leonardo                            | Candiana                   | Pontecasale        | 730         | [ collegamento interrotto ] |
| Preion                       | Sacri Cuori di Gesù e di Maria          | Bagnoli di Sopra           | Prejon             | 299         |                             |
| San Siro di Bagnoli di Sopra | San Siro                                | Bagnoli di Sopra           | San Siro           | 1.100       |                             |
| Conselve                     | San Lorenzo martire                     | Conselve                   | centro             | 8.500       |                             |
| Anguillara Veneta            | Sant'Andrea apostolo                    | Anguillara Veneta          | centro             | 4.300       |                             |
| Bagnoli di Sopra             | San Michele arcangelo                   | Bagnoli di Sopra           | centro             | 2.400       |                             |
| Beolo                        | Sacri Cuori di Gesù e di Maria          | Conselve                   | Beolo              | 333         |                             |
| Bovolenta                    | Sant'Agostino                           | Bovolenta                  | centro             | 2.300       |                             |
| Cagnola                      | Santi Filippo e Giacomo                 | Cartura                    | Cagnola            | 900         |                             |
| Cartura                      | Santa Maria Assunta                     | Cartura                    | centro             | 3.075       |                             |
| Gorgo di Cartura             | San Liberale                            | Cartura                    | Gorgo              | 340         |                             |
| Olmo di Bagnoli              | Santo Stefano Protomartire              | Bagnoli di Sopra e Tribano | Olmo               | 483         |                             |
| Palù di Conselve             | Beata Vergine Maria Immacolata          | Conselve                   | Palù               | 290         |                             |
| San Luca di Tribano          | San Luca evangelista                    | Tribano                    | San Luca           | 278         |                             |
| Terrassa Padovana            | San Tommaso apostolo                    | Terrassa Padovana          | centro             | 1.500       |                             |
| Tribano                      | San Martino Vescovo                     | Tribano                    | centro             | 3.700       |                             |

### Vicariato di Crespano del Grappa
Comprende le parrocchie dei comuni di Borso del Grappa (TV) e Romano d'Ezzelino (VI) e delle frazioni Crespano del Grappa di Pieve del Grappa (TV) e Liedolo di San Zenone degli Ezzelini (TV). La popolazione del territorio ammonta a 25.088 unità.
| Parrocchia                       | Patrono                                 | Comune                    | Frazione/Quartiere  | Popolazione | Web |
| -------------------------------- | --------------------------------------- | ------------------------- | ------------------- | ----------- | --- |
| Crespano del Grappa              | Santi Marco e Pancrazio                 | Pieve del Grappa          | Crespano del Grappa | 4.600       |     |
| Borso del Grappa                 | Santi Maria e Zenone                    | Borso del Grappa          | centro              | 2.432       |     |
| Fellette                         | Santissimo Redentore                    | Romano d'Ezzelino         | Fellette            | 4.050       |     |
| Liedolo                          | San Lorenzo                             | San Zenone degli Ezzelini | Liedolo             | 987         |     |
| Romano d'Ezzelino                | Purificazione della Beata Vergine Maria | Romano d'Ezzelino         | Romano d'Ezzelino   | 4.239       |     |
| Sant'Eulalia                     | Sant'Eulalia                            | Borso del Grappa          | Sant'Eulalia        | 850         |     |
| San Giacomo di Romano d'Ezzelino | San Giacomo Minore                      | Romano d'Ezzelino         | San Giacomo         | 4.860       |     |
| Sacro Cuore di Romano            | Sacro Cuore di Gesù                     | Romano d'Ezzelino         | Sacro Cuore         | 1.020       |     |
| Semonzo                          | San Severo                              | Borso del Grappa          | Semonzo             | 2.050       |     |

### Vicariato di Dolo
Comprende le parrocchie dei comuni di Dolo, Fiesso d'Artico e Pianiga e della frazione Caltana di Santa Maria di Sala. La popolazione del territorio ammonta a 33.989 unità.
| Parrocchia        | Patrono               | Comune              | Frazione/Quartiere | Popolazione | Web |
| ----------------- | --------------------- | ------------------- | ------------------ | ----------- | --- |
| Dolo              | San Rocco             | Dolo                | centro             | 8.200       |     |
| Arino di Dolo     | San Michele Arcangelo | Dolo                | Arino              | 2.500       |     |
| Caltana           | San Biagio            | Santa Maria di Sala | Caltana            | 3.700       |     |
| Cazzago           | San Martino           | Pianiga             | Cazzago            | 3.400       |     |
| Fiesso d'Artico   | Santissima Trinità    | Fiesso d'Artico     | centro             | 5.650       |     |
| Mellaredo         | San Giovanni Battista | Pianiga             | Mellaredo          | 1.800       |     |
| Pianiga           | San Martino Vescovo   | Pianiga             | centro             | 3.400       |     |
| Rivale di Pianiga | San Nicola            | Pianiga             | Rivale             | 850         |     |
| Sambruson         | Sant'Ambrogio         | Dolo                | Sambruson          | 4.489       |     |

### Vicariato di Este
Comprende le parrocchie dei comuni di Baone, Este, Ospedaletto Euganeo, Ponso, Santa Caterina d'Este, Sant'Urbano e Villa Estense; non vi appartiene la parrocchia della frazione Schiavonia di Este (vic. di Monselice). La popolazione del territorio ammonta a 34.442 unità.
| Parrocchia                         | Patrono                                 | Comune                | Frazione/Quartiere                               | Popolazione | Web |
| ---------------------------------- | --------------------------------------- | --------------------- | ------------------------------------------------ | ----------- | --- |
| Este-Santa Tecla                   | Santa Tecla                             | Este                  | centro                                           | 5.500       |     |
| Baone                              | San Lorenzo                             | Baone                 | centro                                           | 1.200       |     |
| Bresega                            | Natività della Beata Vergine Maria      | Ponso                 | Bresega                                          | 850         |     |
| Calaone                            | Santa Giustina vergine e martire        | Baone                 | Calaone                                          | 460         |     |
| Carceri                            | Annunciazione della Beata Vergine Maria | Santa Caterina d'Este | Carceri                                          | 1.520       |     |
| Este-Grazie                        | Santa Maria delle Grazie                | Este                  | centro                                           | 3.400       |     |
| Meggiaro in Este                   | San Girolamo                            | Este                  | Meggiaro                                         | 4.400       |     |
| Motta d'Este                       | Sant'Andrea Apostolo                    | Este                  | Motta                                            | 338         |     |
| Ospedaletto Euganeo                | San Giovanni Battista                   | Ospedaletto Euganeo   | centro                                           | 3.500       |     |
| Pilastro d'Este                    | Madonna Addolorata                      | Este                  | Pilastro                                         | 1.075       |     |
| Ponso                              | Santa Maria Assunta                     | Ponso                 | centro                                           | 1.610       |     |
| Prà d'Este                         | Santissima Trinità                      | Este                  | Prà                                              | 535         |     |
| Rivadolmo                          | San Luigi Gonzaga                       | Baone                 | Rivadolmo                                        | 867         |     |
| Santa Croce di Ospedaletto Euganeo | Santa Croce                             | Ospedaletto Euganeo   | Santa Croce                                      | 109         |     |
| Tresto                             | Annunciazione della Beata Vergine Maria | Ospedaletto Euganeo   | Tresto                                           | 1.500       |     |
| Valle San Giorgio di Baone         | San Giorgio                             | Baone                 | Valle San Giorgio                                | 538         |     |
| Villa Estense                      | Santi Andrea apostolo e Colomba         | Villa Estense         | centro                                           | 2.434       |     |
| Deserto d'Este                     | Santa Croce                             | Este                  | Deserto                                          | 1.400       |     |
| Sant'Urbano                        | Sant'Urbano                             | Sant'Urbano           | Balduina, Ca' Morosini, Carmignano e Sant'Urbano | 2.216       |     |
| Vighizzolo d'Este                  | San Giovanni Battista                   | Santa Caterina d'Este | Vighizzolo d'Este                                | 990         |     |

### Vicariato del Graticolato
- Vicariato del Graticolato (San Giorgio delle Pertiche-Villanova di Camposampiero), su diocesipadova.it.

Comprende le parrocchie dei comuni di Borgoricco, Campodarsego, San Giorgio delle Pertiche, Santa Giustina in Colle, Villa del Conte e Villanova di Camposampiero, delle frazioni Caselle de' Ruffi e Sant'Angelo di Santa Maria di Sala e la parrocchia di San Marco in Camposampiero; non vi è compresa la parrocchia della frazione Abbazia Pisani di Villa del Conte (diocesi di Treviso). La popolazione del territorio ammonta a 53.209 unità.
| Parrocchia                  | Patrono                          | Comune                     | Frazione/Quartiere        | Popolazione | Web |
| --------------------------- | -------------------------------- | -------------------------- | ------------------------- | ----------- | --- |
| San Giorgio delle Pertiche  | San Giorgio                      | San Giorgio delle Pertiche | centro                    | 4.500       |     |
| Arsego                      | Santi Martino e Lamberto         | San Giorgio delle Pertiche | Arsego                    | 3.800       |     |
| Campodarsego                | Santa Maria Assunta              | Campodarsego               | centro                    | 5.100       |     |
| Cavino                      | Sacro Cuore di Gesù              | San Giorgio delle Pertiche | Cavino                    | 2.070       |     |
| Fratte                      | San Giacomo apostolo             | Santa Giustina in Colle    | Fratte                    | 3.200       |     |
| Reschigliano                | San Daniele martire              | Campodarsego               | Reschigliano              | 2.500       |     |
| Santa Giustina in Colle     | Santa Giustina vergine e martire | Santa Giustina in Colle    | centro                    | 3.500       |     |
| San Marco in Camposampiero  | San Marco evangelista            | Camposampiero              | centro                    | 2.400       |     |
| San Michele delle Badesse   | San Michele arcangelo            | Borgoricco                 | San Michele delle Badesse | 2.300       |     |
| Villa del Conte             | Santi Giuseppe e Giuliana        | Villa del Conte            | centro                    | 3.557       |     |
| Villanova di Camposampiero  | San Prosdocimo                   | Villanova di Camposampiero | centro e Mussolini        | 2.860       |     |
| Borgoricco Sant'Eufemia     | Sant'Eufemia                     | Borgoricco                 | Sant'Eufemia              | 2.600       |     |
| Borgoricco San Leonardo     | San Leonardo                     | Borgoricco                 | centro                    | 3.150       |     |
| Bronzola                    | Santi Pietro e Paolo             | Campodarsego               | Bronzola                  | 1.400       |     |
| Caselle de' Ruffi           | San Giacomo                      | Santa Maria di Sala        | Caselle de' Ruffi         | 3.100       |     |
| Fiumicello                  | San Nicola                       | Campodarsego               | Fiumicello                | 1.500       |     |
| Murelle                     | Santa Maria Assunta              | Villanova di Camposampiero | Murelle                   | 1.710       |     |
| Sant'Andrea di Campodarsego | Sant'Andrea Apostolo             | Campodarsego               | Sant'Andrea               | 2.240       |     |
| Sant'Angelo di Sala         | San Michele Arcangelo            | Santa Maria di Sala        | Sant'Angelo               | 1.722       |     |

### Vicariato di Legnaro
Comprende le parrocchie dei comuni di Legnaro, Polverara, Ponte San Nicolò, Sant'Angelo di Piove di Sacco e Saonara; non vi è compresa la parrocchia della frazione Celeseo di Saonara e Sant'Angelo di Piove di Sacco (vic. di Vigonovo). La popolazione del territorio ammonta a 37.661 unità.
| Parrocchia                              | Patrono                | Comune                        | Frazione/Quartiere | Popolazione | Web |
| --------------------------------------- | ---------------------- | ----------------------------- | ------------------ | ----------- | --- |
| Legnaro                                 | San Biagio             | Legnaro                       | centro             | 7.890       |     |
| Isola dell'Abbà                         | San Leonardo           | Polverara                     | Isola dell'Abbà    | 210         |     |
| Polverara                               | San Fidenzio di Padova | Polverara                     | centro             | 2.500       |     |
| Ponte San Nicolò                        | San Nicola             | Ponte San Nicolò              | centro             | 2.500       |     |
| Rio di Ponte San Nicolò                 | Santi Antonio e Carlo  | Ponte San Nicolò              | Rio                | 2.200       |     |
| Roncaglia                               | San Basilio Magno      | Ponte San Nicolò              | Roncaglia          | 5.350       |     |
| Roncajette                              | San Fidenzio di Padova | Ponte San Nicolò              | Roncajette         | 900         |     |
| Sant'Angelo di Piove di Sacco           | San Michele Arcangelo  | Sant'Angelo di Piove di Sacco | centro             | 4.600       |     |
| San Leopoldo Mandic in Ponte San Nicolò | San Leopoldo Mandic    | Ponte San Nicolò              | Roncaglia          | 1.800       |     |
| Saonara                                 | San Martino            | Saonara                       | centro             | 3.340       |     |
| Vigorovea                               | San Giacomo apostolo   | Sant'Angelo di Piove di Sacco | Vigorovea          | 1.871       |     |
| Villatora                               | Santi Simone e Giuda   | Saonara                       | Villatora          | 4.500       |     |

### Vicariato di Limena
Comprende le parrocchie dei comuni di Campo San Martino, Curtarolo, Limena e Villafranca Padovana. La popolazione del territorio ammonta a 27.936 unità.
| Parrocchia           | Patrono                                 | Comune               | Frazione/Quartiere  | Popolazione | Web |
| -------------------- | --------------------------------------- | -------------------- | ------------------- | ----------- | --- |
| Limena               | Santi Felice e Fortunato                | Limena               | centro              | 5.500       |     |
| Busiago              | San Bernardino                          | Campo San Martino    | Busiago             | 1.060       |     |
| Campo San Martino    | San Martino                             | Campo San Martino    | centro              | 2.300       |     |
| Curtarolo            | Santa Giuliana                          | Curtarolo            | centro e Pieve      | 4.500       |     |
| Marsango             | San Prosdocimo                          | Campo San Martino    | Marsango            | 2.300       |     |
| Ronchi di Campanile  | San Giacomo apostolo                    | Villafranca Padovana | Ronchi di Campanile | 1.276       |     |
| Santa Maria di Non   | Purificazione della Beata Vergine Maria | Curtarolo            | Santa Maria di Non  | 2.500       |     |
| Taggì di Sopra       | Santi Cosma e Damiano                   | Villafranca Padovana | Taggì di Sopra      | 1.700       |     |
| Taggì di Sotto       | San Nicola vescovo                      | Villafranca Padovana | Taggì di Sotto      | 2.300       |     |
| Villafranca Padovana | Santa Cecilia                           | Villafranca Padovana | centro              | 4.500       |     |

### Vicariato di Lusiana
Comprende le parrocchie dei comuni di Lusiana Conco e Salcedo e delle frazioni Crosara di Marostica, Pradipaldo di Marostica, San Giorgio di Perlena di Fara Vicentino, San Luca di Marostica e Valle San Floriano di Marostica; non vi è compresa la parrocchia della frazione Covolo di Lusiana Conco. La popolazione del territorio ammonta a 8.814 unità.
| Parrocchia                      | Patrono                            | Comune                            | Frazione/Quartiere     | Popolazione | Web |
| ------------------------------- | ---------------------------------- | --------------------------------- | ---------------------- | ----------- | --- |
| Lusiana                         | San Giacomo                        | Lusiana Conco                     | Lusiana                | 1.700       |     |
| Conco                           | Santi Maria e Marco                | Lusiana Conco                     | Conco                  | 1.238       |     |
| Crosara San Bortolo             | San Bartolomeo                     | Marostica                         | Crosara                | 550         |     |
| Crosara San Luca                | Santi Giovanni e Luca              | Marostica                         | San Luca               | 445         |     |
| Fontanelle di Conco             | Sant'Antonio da Padova             | Lusiana Conco                     | Fontanelle             | 531         |     |
| Laverda                         | Santa Maria Maddalena              | Lusiana Conco e Salcedo           | Laverda                | 569         |     |
| Perlena                         | San Giorgio                        | Fara Vicentino                    | San Giorgio di Perlena | 1.100       |     |
| Pradipaldo                      | Santi Osvaldo e Vincenzo Ferrer    | Marostica                         | Pradipaldo             | 183         |     |
| Rubbio                          | Natività della Beata Vergine Maria | Bassano del Grappa, Lusiana Conco | Rubbio                 | 223         |     |
| Santa Caterina di Lusiana       | Santa Caterina                     | Lusiana Conco                     | Santa Caterina         | 490         |     |
| Salcedo                         | Santi Quirico e Giulitta           | Salcedo                           | centro                 | 960         |     |
| Valle San Floriano di Marostica | San Floriano                       | Marostica                         | Valle San Floriano     | 825         |     |

### Vicariato di Maserà di Padova
Sito web
Comprende le parrocchie dei comuni di Albignasego, Casalserugo, Due Carrare e Maserà di Padova. La popolazione del territorio ammonta a 46.012 unità. 
| Parrocchia                            | Patrono                                 | Comune           | Frazione/Quartiere     | Popolazione | Web                         |
| ------------------------------------- | --------------------------------------- | ---------------- | ---------------------- | ----------- | --------------------------- |
| Maserà di Padova                      | Natività della Beata Vergine Maria      | Maserà di Padova | centro                 | 5.610       |                             |
| Albignasego                           | San Tommaso apostolo                    | Albignasego      | centro                 | 5.100       | [ collegamento interrotto ] |
| Bertipaglia                           | Sacro Cuore di Gesù                     | Maserà di Padova | Bertipaglia            | 2.800       |                             |
| Carpanedo                             | Santo Stefano protomartire              | Albignasego      | Carpanedo              | 2.000       |                             |
| Carrara San Giorgio                   | San Giorgio Martire                     | Due Carrare      | Carrara San Giorgio    | 3.000       |                             |
| Carrara Santo Stefano                 | Santo Stefano                           | Due Carrare      | Carrara Santo Stefano  | 1.224       |                             |
| Casalserugo                           | Purificazione della Beata Vergine Maria | Casalserugo      | centro                 | 4.800       |                             |
| Cornegliana                           | San Biagio                              | Due Carrare      | Cornegliana            | 1.128       |                             |
| Lion di Albignasego                   | Sant'Andrea                             | Albignasego      | Lion                   | 1.350       |                             |
| Mandriola                             | San Giacomo apostolo                    | Albignasego      | Mandriola              | 2.700       |                             |
| Ronchi di Casalserugo                 | San Martino                             | Casalserugo      | Ronchi del Volo        | 1.060       |                             |
| San Giacomo di Albignasego            | San Giacomo Maggiore apostolo           | Albignasego      | San Giacomo            | 2.000       |                             |
| San Lorenzo di Albignasego            | San Lorenzo                             | Albignasego      | centro                 | 3.600       |                             |
| Sant'Agostino di Albignasego          | Sant'Agostino vescovo                   | Albignasego      | Sant'Agostino          | 4.450       |                             |
| Santa Maria Annunziata di Albignasego | Annunciazione della Beata Vergine Maria | Albignasego      | Santa Maria Annunziata | 2.740       |                             |
| Terradura                             | Beata Vergine Immacolata                | Due Carrare      | Terradura              | 2.450       |                             |

### Vicariato di Monselice
Comprende le parrocchie dei comuni di Arquà Petrarca, Barbona, Boara Pisani, Granze, Monselice, Pernumia, Pozzonovo, San Pietro Viminario, Sant'Elena, Solesino, Stanghella e Vescovana e della frazione Schiavonia di Este. La popolazione del territorio ammonta a 51.830 unità.
| Parrocchia                              | Patrono                                     | Comune               | Frazione/Quartiere  | Popolazione | Web                                                |
| --------------------------------------- | ------------------------------------------- | -------------------- | ------------------- | ----------- | -------------------------------------------------- |
| Monselice                               | San Giuseppe operaio                        | Monselice            | centro              | 6.267       |                                                    |
| Arquà Petrarca                          | Santa Maria Assunta                         | Arquà Petrarca       | centro              | 1.610       |                                                    |
| Arteselle                               | Cuore Immacolato di Maria                   | Solesino             | Arteselle           | 1.603       |                                                    |
| Ca' Oddo                                | Sant'Antonio da Padova                      | Monselice            | Ca' Oddo            | 558         |                                                    |
| Marendole                               | San Nicola                                  | Monselice            | Marendole           | 503         |                                                    |
| Montericco                              | Madonna del Carmine                         | Monselice            | Montericco          | 1.668       |                                                    |
| Monticelli                              | San Carlo Borromeo                          | Monselice            | Monticelli          | 500         |                                                    |
| Pernumia                                | Santa Giustina vergine e martire            | Pernumia             | centro              | 4.000       |                                                    |
| Pozzonovo                               | Natività della Beata Vergine Maria          | Pozzonovo            | centro              | 3.318       |                                                    |
| Redentore in Monselice                  | Santissimo Redentore                        | Monselice            | Costa Calcinara     | 4.250       |                                                    |
| San Bortolo di Monselice                | San Bartolomeo apostolo                     | Monselice            | San Bortolo         | 1.700       |                                                    |
| San Cosma di Monselice                  | Santi Cosma e Damiano                       | Monselice            | San Cosma           | 1.400       |                                                    |
| San Giacomo in Monselice (Frati minori) | San Giacomo apostolo                        | Monselice            | San Giacomo         | 2.300       |                                                    |
| San Pietro Viminario                    | San Pietro apostolo                         | San Pietro Viminario | centro              | 1.500       |                                                    |
| Schiavonia d'Este                       | Natività della Beata Vergine Maria          | Este                 | Schiavonia          | 802         |                                                    |
| Solesino                                | Santa Maria Assunta                         | Solesino             | centro              | 6.850       |                                                    |
| Vanzo                                   | San Matteo apostolo                         | San Pietro Viminario | Vanzo               | 900         |                                                    |
| Stanghella                              | Santa Caterina vergine e martire            | Stanghella           | centro              | 3.640       |                                                    |
| Barbona                                 | San Michele arcangelo                       | Barbona              | centro              | 293         |                                                    |
| Boara Pisani                            | Santa Maria della Neve                      | Boara Pisani         | centro              | 2.100       | Archiviato il 15 gennaio 2010 in Internet Archive. |
| Ca' Bianca                              | Santissima Trinità                          | Boara Pisani         | Ca' Bianca          | 290         |                                                    |
| Santa Maria d'Adige                     | Santa Maria                                 | Vescovana            | Santa Maria d'Adige | 600         |                                                    |
| Stroppare di Pozzonovo                  | Santi Maria Madre di Dio e Francesco Borgia | Pozzonovo            | Stroppare           | 458         |                                                    |
| Vescovana                               | San Giovanni Battista                       | Vescovana            | centro              | 970         |                                                    |
| Granze                                  | Santa Cristina                              | Granze               | centro              | 1.950       |                                                    |
| Sant'Elena                              | Sant'Elena                                  | Sant'Elena           | centro              | 1.800       |                                                    |

### Vicariato di Montagnana-Merlara
Comprende le parrocchie dei comuni di Borgo Veneto, Casale di Scodosia, Castelbaldo, Masi, Megliadino San Vitale, Merlara, Montagnana, Piacenza d'Adige e Urbana. La popolazione del territorio ammonta a 33.230 unità.
| Parrocchia                         | Patrono                                 | Comune                | Frazione/Quartiere       | Popolazione | Web |
| ---------------------------------- | --------------------------------------- | --------------------- | ------------------------ | ----------- | --- |
| Montagnana                         | Santa Maria Assunta                     | Montagnana            | centro                   | 5.800       |     |
| Merlara                            | Natività della Beata Vergine Maria      | Merlara               | centro                   | 2.946       |     |
| Borgo San Marco                    | Santi Marco e Daniele                   | Montagnana            | Borgo San Marco          | 1.350       |     |
| Borgo San Zeno                     | San Zenone                              | Montagnana            | Borgo San Zeno           | 1.410       |     |
| Casale di Scodosia                 | Santa Maria                             | Casale di Scodosia    | centro                   | 4.950       |     |
| Castelbaldo                        | San Prosdocimo vescovo                  | Castelbaldo           | centro                   | 1.674       |     |
| Dossi                              | San Pio X                               | Borgo Veneto          | Dossi                    | 600         |     |
| Frassine                           | Santa Maria Maddalena                   | Montagnana            | Borgo Frassine           | 500         |     |
| Masi                               | San Bartolomeo apostolo                 | Masi                  | centro                   | 1.839       |     |
| Megliadino San Fidenzio            | San Fidenzio di Padova                  | Borgo Veneto          | Megliadino San Fidenzio  | 1.460       |     |
| Megliadino San Vitale              | San Vitale                              | Megliadino San Vitale | centro                   | 2.000       |     |
| Minotte                            | Maria Ausiliatrice                      | Merlara               | Minotte                  | 330         |     |
| Piacenza d'Adige                   | Sant'Antonio abate                      | Piacenza d'Adige      | centro                   | 1.234       |     |
| Prà di Botte                       | San Biagio                              | Borgo Veneto          | Prà di Botte             | 250         |     |
| Santa Margherita d'Adige           | Santa Margherita                        | Borgo Veneto          | Santa Margherita d'Adige | 2.000       |     |
| San Salvaro di Urbana              | Santissimo Salvatore                    | Urbana                | San Salvaro              | 434         |     |
| Saletto                            | San Lorenzo                             | Borgo Veneto          | centro                   | 2.250       |     |
| Taglie di Santa Margherita d'Adige | Presentazione della Beata Vergine Maria | Borgo Veneto          | Taglie                   | 450         |     |
| Urbana                             | San Gallo                               | Urbana                | centro                   | 1.603       |     |
| Valli Mocenighe                    | Annunciazione della Beata Vergine Maria | Piacenza d'Adige      | Valli Mocenighe          | 150         |     |

### Vicariato di Montegalda
Comprende le parrocchie dei comuni di Grisignano di Zocco, Mestrino, Montegalda, Montegaldella e Veggiano; non vi sono comprese le parrocchie delle frazioni Colzè di Montegalda e Poiana di Granfion di Grisignano di Zocco (diocesi di Vicenza). La popolazione del territorio ammonta a 20.814 unità.
| Parrocchia              | Patrono                                 | Comune              | Frazione/Quartiere | Popolazione | Web |
| ----------------------- | --------------------------------------- | ------------------- | ------------------ | ----------- | --- |
| Montegalda              | Santa Giustina                          | Montegalda          | centro             | 2.515       |     |
| Arlesega                | San Michele arcangelo                   | Mestrino            | Arlesega           | 1.043       |     |
| Barbano                 | Santi Pietro e Paolo                    | Grisignano di Zocco | Barbano            | 1.100       |     |
| Ghizzole                | San Tarcisio                            | Montegaldella       | Ghizzole           | 240         |     |
| Grisignano di Zocco     | Annunciazione della Beata Vergine Maria | Grisignano di Zocco | centro             | 2.300       |     |
| Lissaro                 | San Giovanni Battista                   | Mestrino            | Lissaro            | 1.336       |     |
| Mestrino                | San Bartolomeo apostolo                 | Mestrino            | centro             | 7.000       |     |
| Montegaldella           | San Michele arcangelo                   | Montegaldella       | centro             | 1.573       |     |
| Santa Maria di Veggiano | Natività della Beata Vergine Maria      | Veggiano            | Santa Maria        | 700         |     |
| Trambacche              | San Lorenzo                             | Veggiano            | Trambacche         | 1.007       |     |
| Veggiano                | Sant'Andrea apostolo                    | Veggiano            | centro             | 2.000       |     |

### Vicariato del Piovese
- Vicariato del Piovese (Piove di Sacco-Pontelongo-Arzergrande), su diocesipadova.it.

Comprende le parrocchie dei comuni di Arzergrande, Brugine, Campolongo Maggiore (VE), Codevigo, Cona (VE), Correzzola, Piove di Sacco e Pontelongo e delle frazioni Brusadure e San Lorenzo di Bovolenta e Valli di Chioggia (VE); non vi sono comprese le parrocchie delle frazioni Bojon e Santa Maria Assunta di Campolongo Maggiore (vic. di Campagna Lupia) e della località Foresto di Cona (diocesi di Chioggia). La popolazione del territorio ammonta a 55.227 unità.
| Parrocchia                   | Patrono                                 | Comune              | Frazione/Quartiere | Popolazione | Web                                             |
| ---------------------------- | --------------------------------------- | ------------------- | ------------------ | ----------- | ----------------------------------------------- |
| Piove di Sacco               | San Martino Vescovo                     | Piove di Sacco      | centro             | 8.000       |                                                 |
| Arzerello                    | Madonna Addolorata                      | Piove di Sacco      | Arzerello          | 1.583       |                                                 |
| Brugine                      | Santissimo Salvatore                    | Brugine             | centro             | 3.330       |                                                 |
| Brusadure                    | Santi Gioacchino e Anna                 | Bovolenta           | Brusadure          | 535         |                                                 |
| Campagnola                   | Santi Pietro e Paolo                    | Brugine             | Campagnola         | 3.210       |                                                 |
| Campolongo Maggiore          | Santi Felice e Fortunato                | Campolongo Maggiore | centro             | 3.250       |                                                 |
| Corte                        | San Tommaso apostolo                    | Piove di Sacco      | Corte              | 3.003       |                                                 |
| Liettoli                     | San Lorenzo Martire                     | Campolongo Maggiore | Liettoli           | 2.010       |                                                 |
| Piovega                      | Santa Maria Assunta                     | Piove di Sacco      | Piovega            | 750         |                                                 |
| Sant'Anna in Piove di Sacco  | Sant'Anna                               | Piove di Sacco      | centro             | 4.720       |                                                 |
| Tognana                      | San Paterniano                          | Piove di Sacco      | Tognana            | 600         |                                                 |
| Pontelongo                   | Sant'Andrea apostolo                    | Pontelongo          | centro             | 3.700       |                                                 |
| Brenta d'Abbà                | San Paterniano                          | Correzzola          | Brenta d'Abbà      | 519         |                                                 |
| Cantarana                    | Santissima Trinità                      | Cona                | Cantarana          | 500         |                                                 |
| Civè                         | San Donato                              | Correzzola          | Civè               | 1.450       |                                                 |
| Cona                         | Beata Vergine Maria Immacolata          | Cona                | Cona e Conetta     | 790         |                                                 |
| Concadalbero                 | Santa Maria Assunta                     | Correzzola          | Concadalbero       | 1.200       |                                                 |
| Correzzola                   | San Leonardo                            | Correzzola          | centro             | 920         |                                                 |
| Monsole                      | Sant'Antonio da Padova                  | Cona                | Monsole            | 292         |                                                 |
| Pegolotte                    | Sant'Egidio                             | Cona                | Pegolotte          | 1.670       |                                                 |
| San Lorenzo di Bovolenta     | San Lorenzo                             | Bovolenta           | San Lorenzo        | 200         |                                                 |
| Terranova di Pontelongo      | San Geminiano                           | Pontelongo          | Terranova          | 150         |                                                 |
| Villa del Bosco              | Santi Nicola e Rocco                    | Correzzola          | Villa del Bosco    | 1.400       |                                                 |
| Arzergrande                  | Annunciazione della Beata Vergine Maria | Arzergrande         | centro             | 2.900       |                                                 |
| Cambroso                     | San Benedetto                           | Codevigo            | Cambroso           | 827         |                                                 |
| Codevigo                     | San Zaccaria                            | Codevigo            | centro             | 2.120       |                                                 |
| Conche di Codevigo           | Santa Maria della Neve                  | Codevigo            | Conche             | 1.385       |                                                 |
| Rosara di Codevigo           | San Daniele Profeta                     | Codevigo            | Rosara             | 705         |                                                 |
| Santa Margherita di Codevigo | Santi Felice e Fortunato                | Codevigo            | Santa Margherita   | 670         |                                                 |
| Valli di Chioggia            | Natività della Beata Vergine Maria      | Chioggia            | Valli              | 1.353       | Archiviato l'8 luglio 2018 in Internet Archive. |
| Vallonga                     | San Pietro Apostolo                     | Arzergrande         | Vallonga           | 1.500       |                                                 |

### Vicariato di Quero-Valdobbiadene
Comprende le parrocchie dei comuni di Segusino, Setteville e Valdobbiadene; non vi sono comprese le frazioni Marziai (parrocchia di Lentiai, diocesi di Vittorio Veneto) e Carpen (parrocchia di Sanzan, diocesi di Belluno-Feltre) di Setteville. La popolazione del territorio ammonta a 17.776 unità.
| Parrocchia                    | Patrono                                 | Comune        | Frazione/Quartiere     | Popolazione | Web                                               |
| ----------------------------- | --------------------------------------- | ------------- | ---------------------- | ----------- | ------------------------------------------------- |
| Quero                         | Annunciazione della Beata Vergine Maria | Setteville    | Quero                  | 1.674       |                                                   |
| Valdobbiadene                 | Santa Maria Assunta                     | Valdobbiadene | centro                 | 5.100       | Archiviato il 15 giugno 2013 in Internet Archive. |
| Alano di Piave                | Sant'Antonio Abate                      | Setteville    | Alano di Piave         | 1.350       |                                                   |
| Bigolino                      | San Michele Arcangelo                   | Valdobbiadene | Bigolino               | 1.990       |                                                   |
| Campo di Alano                | Sant'Ulderico                           | Setteville    | Campo                  | 710         |                                                   |
| Caorera                       | San Gottardo                            | Setteville    | Caorera                | 141         |                                                   |
| Fener                         | San Michele Arcangelo                   | Setteville    | Fener                  | 412         |                                                   |
| Guia San Giacomo              | San Giacomo                             | Valdobbiadene | Guia                   | 945         |                                                   |
| Guia Santo Stefano            | Santo Stefano                           | Valdobbiadene | Santo Stefano          | 580         |                                                   |
| San Giovanni di Valdobbiadene | San Giovanni Battista                   | Valdobbiadene | San Giovanni           | 480         |                                                   |
| San Pietro di Barbozza        | Santi Pietro e Paolo                    | Valdobbiadene | San Pietro di Barbozza | 1.120       |                                                   |
| San Vito di Valdobbiadene     | Santi Vito, Modesto e Crescenzia        | Valdobbiadene | San Vito               | 605         |                                                   |
| Schievenin di Quero           | Santo Stefano                           | Setteville    | Schievenin             | 218         |                                                   |
| Segusino                      | Santa Lucia                             | Segusino      | centro                 | 1.990       |                                                   |
| Vas                           | San Leonardo                            | Setteville    | Vas                    | 461         |                                                   |

### Vicariato di San Giuseppe
Comprende le parrocchie del comune di Padova ad ovest del centro. La popolazione del territorio ammonta a 50.460 unità.
| Parrocchia                                       | Patrono                                    | Comune | Frazione/Quartiere | Popolazione | Web |
| ------------------------------------------------ | ------------------------------------------ | ------ | ------------------ | ----------- | --- |
| San Giuseppe in Padova                           | San Giuseppe                               | Padova | San Giuseppe       | 4.800       |     |
| Brusegana in Padova                              | Santi Fabiano e Sebastiano                 | Padova | Brusegana          | 3.200       |     |
| Cave in Padova                                   | Beata Vergine Maria del Perpetuo Suffragio | Padova | Cave               | 4.500       |     |
| Chiesanuova in Padova                            | Santa Maria Assunta                        | Padova | Chiesanuova        | 5.560       |     |
| Madonna Incoronata in Padova                     | Madonna Incoronata                         | Padova | Sud-Ovest          | 4.200       |     |
| Montà in Padova                                  | San Bartolomeo apostolo                    | Padova | Montà              | 7.000       |     |
| Natività in Padova                               | Natività della Beata Vergine Maria         | Padova | Porta Trento       | 3.100       |     |
| Sacra Famiglia in Padova                         | Sacra Famiglia                             | Padova | Sacra Famiglia     | 7.800       |     |
| San Girolamo in Padova                           | San Girolamo                               | Padova | Sud-Ovest          | 2.900       |     |
| Sant'Ignazio di Loyola in Padova                 | Sant'Ignazio di Loyola                     | Padova | Sant'Ignazio       | 2.900       |     |
| Santo Stefano d'Ungheria in Padova (Guanelliani) | Santo Stefano d'Ungheria                   | Padova | Brusegana          | 4.500       |     |

### Vicariato di San Prosdocimo
Comprende le parrocchie del comune di Padova a sudest del centro. La popolazione del territorio ammonta a 38.850 unità.
| Parrocchia                                   | Patrono                   | Comune | Frazione/Quartiere | Popolazione | Web |
| -------------------------------------------- | ------------------------- | ------ | ------------------ | ----------- | --- |
| San Prosdocimo                               | San Prosdocimo            | Padova | Sud                | 1.900       |     |
| Camin in Padova                              | Santissimo Salvatore      | Padova | Camin              | 4.700       |     |
| Cristo Re in Padova                          | Cristo Re                 | Padova | Sant'Osvaldo       | 4.500       |     |
| Granze di Camin in Padova                    | San Clemente              | Padova | Granze             | 950         |     |
| Madonna Pellegrina in Padova                 | Cuore Immacolato di Maria | Padova | Madonna Pellegrina | 4.500       |     |
| San Camillo de Lellis in Padova (Camilliani) | San Camillo de Lellis     | Padova | Forcellini         | 3.200       |     |
| San Gregorio Magno in Padova                 | San Gregorio Magno        | Padova | San Gregorio       | 1.490       |     |
| San Paolo in Padova                          | San Paolo                 | Padova | San Paolo          | 3.000       |     |
| Santa Rita da Cascia in Padova               | Santa Rita da Cascia      | Padova | Santa Rita         | 2.850       |     |
| Spirito Santo in Padova                      | Spirito Santo             | Padova | Forcellini         | 3.300       |     |
| Terranegra in Padova                         | San Gaetano Thiene        | Padova | Terranegra         | 3.200       |     |
| Voltabarozzo in Padova                       | Santi Pietro e Paolo      | Padova | Voltabarozzo       | 5.260       |     |

### Vicariato di Selvazzano Dentro
Comprende le parrocchie dei comuni di Rubano, Saccolongo e Selvazzano Dentro; non vi appartiene la parrocchia della frazione Feriole di Selvazzano Dentro (vic. dei Colli). La popolazione del territorio ammonta a 39.470 unità.
| Parrocchia                        | Patrono                  | Comune            | Frazione/Quartiere | Popolazione | Web                                                |
| --------------------------------- | ------------------------ | ----------------- | ------------------ | ----------- | -------------------------------------------------- |
| Selvazzano Dentro                 | San Michele arcangelo    | Selvazzano Dentro | centro             | 4.150       |                                                    |
| Bosco di Rubano                   | Santi Maria e Teobaldo   | Rubano            | Bosco              | 2.000       |                                                    |
| Caselle di Selvazzano Dentro      | Santa Maria Ausiliatrice | Selvazzano Dentro | Caselle            | 6.000       |                                                    |
| Creola                            | San Pietro apostolo      | Saccolongo        | Creola             | 1.800       |                                                    |
| Rubano                            | Santa Maria Assunta      | Rubano            | centro             | 3.500       |                                                    |
| Saccolongo                        | Santa Maria Assunta      | Saccolongo        | centro             | 2.200       |                                                    |
| San Domenico di Selvazzano Dentro | San Domenico             | Selvazzano Dentro | San Domenico       | 4.250       |                                                    |
| Sarmeola                          | San Fidenzio di Padova   | Rubano            | Sarmeola           | 8.100       |                                                    |
| Tencarola                         | San Bartolomeo apostolo  | Selvazzano Dentro | Tencarola          | 6.000       | Archiviato il 26 ottobre 2013 in Internet Archive. |
| Villaguattera                     | San Prosdocimo           | Rubano            | Villaguattera      | 1.470       |                                                    |

### Vicariato di Thiene
Sito web
Comprende le parrocchie dei comuni di Calvene, Fara Vicentino, Lugo di Vicenza, Thiene, Zanè e Zugliano e della località Covolo di Lusiana Conco; non vi appartiene la parrocchia della frazione San Giorgio di Perlena di Fara Vicentino (vic. di Lusiana). La popolazione del territorio ammonta a 43.126 unità.
| Parrocchia                                  | Patrono                                 | Comune          | Frazione/Quartiere | Popolazione | Web |
| ------------------------------------------- | --------------------------------------- | --------------- | ------------------ | ----------- | --- |
| Thiene                                      | San Gaetano in Santa Maria Assunta      | Thiene          | centro             | 5.112       |     |
| Calvene                                     | Annunciazione della Beata Vergine Maria | Calvene         | centro             | 1.250       |     |
| Centrale                                    | San Clemente                            | Zugliano        | Centrale           | 1.733       |     |
| Conca in Thiene                             | Maria Ausiliatrice alla Conca           | Thiene          | Conca              | 4.260       |     |
| Covalo                                      | San Donato                              | Lusiana Conco   | Covolo             | 150         |     |
| Fara Vicentino                              | San Bartolomeo                          | Fara Vicentino  | centro             | 2.100       |     |
| Grumolo Pedemonte                           | Santa Maria Maddalena                   | Zugliano        | Grumolo Pedemonte  | 1.409       |     |
| Immacolata in Zanè                          | Beata Vergine Immacolata                | Zanè            | centro             | 2.030       |     |
| Lugo di Vicenza                             | San Giovanni Battista                   | Lugo di Vicenza | centro             | 3.680       |     |
| Madonna dell'Olmo (Frati minori cappuccini) | Madonna dell'Olmo                       | Thiene          | Cappuccini         | 3.200       |     |
| Mortisa di Lugo di Vicenza                  | Maternità della Beata Vergine Maria     | Lugo di Vicenza | Mortisa            | 200         |     |
| Rozzampia                                   | Santa Maria della Neve                  | Thiene          | Rozzampia          | 1.100       |     |
| San Sebastiano in Thiene                    | San Sebastiano                          | Thiene          | Ca' Pajella        | 3.552       |     |
| San Vincenzo in Thiene                      | San Vincenzo                            | Thiene          | San Vincenzo       | 2.950       |     |
| Santo di Thiene                             | Sant'Antonio da Padova                  | Thiene          | Santo              | 2.100       |     |
| Zanè                                        | Santi Pietro e Paolo                    | Zanè            | centro             | 4.500       |     |
| Zugliano                                    | Santi Maria e Zenone                    | Zugliano        | centro             | 3.800       |     |

### Vicariato di Torre
Sito web
Comprende le parrocchie dei sobborghi a nord-est di Padova. La popolazione del territorio ammonta a 23.510 unità.
| Parrocchia                                    | Patrono                 | Comune | Frazione/Quartiere | Popolazione | Web |
| --------------------------------------------- | ----------------------- | ------ | ------------------ | ----------- | --- |
| Torre in Padova                               | San Michele Arcangelo   | Padova | Torre              | 4.070       |     |
| Cristo Risorto in Padova                      | Cristo Risorto          | Padova | Mortise            | 5.000       |     |
| Mortise in Padova                             | Madonna della Salute    | Padova | Mortise            | 4.000       |     |
| Padovanelle                                   | Santa Caterina da Siena | Padova | Ponte di Brenta    | 1.940       |     |
| Ponte di Brenta in Padova                     | San Marco Evangelista   | Padova | Ponte di Brenta    | 2.200       |     |
| San Lazzaro in Padova                         | San Lazzaro             | Padova | San Lazzaro        | 1.200       |     |
| San Pio X in Padova (Giuseppini del Murialdo) | San Pio X               | Padova | Stanga             | 5.100       |     |

### Vicariato di Valstagna-Fonzaso
Sito web
Comprende le parrocchie dei comuni di Arsiè, Enego, Fonzaso, Pove del Grappa, Solagna, Valbrenta e della frazione Campese di Bassano del Grappa. La popolazione del territorio ammonta a 18 410 unità.
| Parrocchia            | Patrono                                     | Comune             | Frazione/Quartiere            | Popolazione | Web |
| --------------------- | ------------------------------------------- | ------------------ | ----------------------------- | ----------- | --- |
| Valstagna             | Sant'Antonio abate                          | Valbrenta          | Valstagna                     | 1 200       |     |
| Fonzaso               | Natività della Beata Vergine Maria          | Fonzaso            | centro                        | 2 185       |     |
| Arsiè                 | Santa Maria Assunta                         | Arsiè              | centro                        | 1 040       |     |
| Arten                 | San Gottardo                                | Fonzaso            | Arten                         | 1 000       |     |
| Campese               | Santa Croce                                 | Bassano del Grappa | Campese                       | 1 165       |     |
| Campolongo sul Brenta | Madonna del Carmine                         | Valbrenta          | Campolongo sul Brenta         | 720         |     |
| Carpanè               | Santi Pietro e Paolo                        | Valbrenta          | Carpanè                       | 500         |     |
| Cismon del Grappa     | San Marco evangelista                       | Valbrenta          | Cismon del Grappa             | 550         |     |
| Costa di Valstagna    | Santissimo Sacramento                       | Valbrenta          | Costa, Collicello, San Marino | 300         |     |
| Enego                 | Santa Giustina                              | Enego              | centro                        | 1 390       |     |
| Fastro                | Sant'Antonio da Padova                      | Arsiè, Valbrenta   | Fastro                        | 450         |     |
| Fosse di Enego        | San Giuseppe operaio                        | Enego              | Fosse                         | 310         |     |
| Mellame               | San Martino                                 | Arsiè              | Mellame                       | 260         |     |
| Oliero                | Spirito Santo                               | Valbrenta          | Oliero                        | 300         |     |
| Pove del Grappa       | San Vigilio                                 | Pove del Grappa    | centro                        | 3 020       |     |
| Primolano             | San Bartolomeo                              | Valbrenta          | Primolano                     | 215         |     |
| Rivai                 | San Giovanni Battista                       | Arsiè              | Rivai                         | 210         |     |
| Rocca d'Arsiè         | Santi Ippolito, Cassano e Antonio da Padova | Arsiè              | Rocca                         | 330         |     |
| San Nazario           | Santi Nazario e Celso                       | Valbrenta          | San Nazario                   | 980         |     |
| San Vito d'Arsiè      | Santi Vito, Modesto e Crescenzia            | Arsiè              | San Vito                      | 20          |     |
| Solagna               | Santa Giustina                              | Solagna            | centro                        | 1 940       |     |
| Stoner di Enego       | Sacro Cuore di Gesù                         | Enego              | Stoner                        | 140         |     |

### Vicariato di Vigodarzere
Comprende le parrocchie dei comuni di Cadoneghe e Vigodarzere. La popolazione del territorio ammonta a 30.603 unità.
| Parrocchia                   | Patrono                            | Comune      | Frazione/Quartiere | Popolazione | Web                                                  |
| ---------------------------- | ---------------------------------- | ----------- | ------------------ | ----------- | ---------------------------------------------------- |
| Vigodarzere                  | San Martino Vescovo                | Vigodarzere | centro             | 7.200       |                                                      |
| Cadoneghe                    | Sant'Andrea apostolo               | Cadoneghe   | Cadoneghe          | 4.003       |                                                      |
| Mejaniga                     | Sant'Antonino presbitero e martire | Cadoneghe   | Mejaniga           | 7.500       | Archiviato il 29 settembre 2010 in Internet Archive. |
| Saletto                      | San Silvestro                      | Vigodarzere | Saletto            | 2.300       |                                                      |
| San Bonaventura di Cadoneghe | San Bonaventura                    | Cadoneghe   | Castagnara         | 6.000       |                                                      |
| Tavo                         | San Pietro apostolo                | Vigodarzere | Tavo               | 2.000       |                                                      |
| Terraglione                  | Sant'Antonio da Padova             | Vigodarzere | Terraglione        | 1.600       |                                                      |

### Vicariato di Vigonovo
Comprende le parrocchie dei comuni di Fossò, Stra e Vigonovo. La popolazione del territorio ammonta a 27.298 unità.
| Parrocchia         | Patrono                                   | Comune                                            | Frazione/Quartiere | Popolazione | Web                                              |
| ------------------ | ----------------------------------------- | ------------------------------------------------- | ------------------ | ----------- | ------------------------------------------------ |
| Vigonovo           | Santa Maria Assunta                       | Vigonovo                                          | centro             | 5.500       |                                                  |
| Celeseo            | Presentazione della Beata Vergine Maria   | Sant'Angelo di Piove di Sacco, Saonara e Vigonovo | Celeseo            | 1.620       |                                                  |
| Fossò              | San Bartolomeo apostolo                   | Fossò                                             | centro             | 5.000       |                                                  |
| Galta di Vigonovo  | Maria Ausiliatrice                        | Vigonovo                                          | Galta              | 2.003       |                                                  |
| Paluello           | Sant'Antonio abate                        | Stra                                              | Paluello           | 1.300       |                                                  |
| San Pietro di Stra | San Pietro apostolo                       | Stra                                              | San Pietro         | 3.000       |                                                  |
| Sandon di Fossò    | San Giacomo                               | Fossò                                             | Sandon             | 1.300       | Archiviato il 9 agosto 2010 in Internet Archive. |
| Stra               | Natività della Beata Vergine Maria        | Stra                                              | centro             | 5.075       | www.parrocchiadistra.it                          |
| Tombelle           | Beata Vergine Maria del Perpetuo Soccorso | Saonara e Vigonovo                                | Tombelle           | 3.000       |                                                  |

### Vicariato di Vigonza
Comprende le parrocchie dei comuni di Noventa Padovana e Vigonza. La popolazione del territorio ammonta a 27.765 unità.
| Parrocchia                            | Patrono                       | Comune           | Frazione/Quartiere | Popolazione | Web |
| ------------------------------------- | ----------------------------- | ---------------- | ------------------ | ----------- | --- |
| Vigonza                               | Santa Margherita              | Vigonza          | centro             | 4.800       |     |
| Busa di Vigonza (Legionari di Cristo) | Madonna di Lourdes            | Vigonza          | Busa               | 3.000       |     |
| Codiverno                             | Santissima Trinità            | Vigonza          | Codiverno          | 2.000       |     |
| Noventa Padovana                      | Santi Pietro e Paolo apostoli | Noventa Padovana | centro             | 4.500       |     |
| Noventana                             | Sant'Antonio da Padova        | Noventa Padovana | Noventana          | 2.580       |     |
| Peraga                                | Santi Vincenzo e Anastasio    | Vigonza          | Peraga             | 3.100       |     |
| Perarolo                              | Sant'Andrea apostolo          | Vigonza          | Perarolo           | 4.300       |     |
| Pionca                                | Sant'Ambrogio                 | Vigonza          | Pionca             | 2.485       |     |
| San Vito oltre Brenta di Vigonza      | San Vito                      | Vigonza          | San Vito           | 1.000       |     |

## Unità pastorali
Alcune parrocchie sono raggruppate in unità pastorali.
- Agna (parrocchie di Agna, Borgoforte, Frapiero, Prejon)
- Arcella (parrocchie di San Bellino, San Filippo Neri, Santissima Trinità)
- Arsiè (parrocchie di Arsiè, san Vito di Arsiè, Fastro, Mellame, Primolano, Rivai, Rocca d'Arsiè)
- Baone (parrocchie di Baone, Calaone, Valle San Giorgio)[1]
- Borgo Veneto (parrocchie di Dossi, Megliadino San Fidenzio, Megliadino San Vitale, Prà di Botte, Saletto, Santa Margherita d'Adige, Taglie)[2]
- Candiana (parrocchie di Arre, Arzercavalli, Candiana, Fossaragna, Pontecasale)
- Canove (parrocchie di Canove, Cesuna, Treschè Conca)
- Cattedrale (Cattedrale, Sant'Andrea, San Benedetto, San Nicolò, San Tomaso, Servi)[3]
- Cinto Euganeo (parrocchie di Cinto Euganeo, Faedo, Fontanafredda, Valnogaredo)
- Codevigo (parrocchie di Cambroso, Codevigo, Rosara, Santa Margherita di Codevigo)[4]
- Cona (parrocchie di Cantarana, Cona, Monsole, Pegolotte)
- Conca del Piave (parrocchie di Alano di Piave, Campo, Caorera, Fener, Quero, Schievenin, Segusino, Vas)[5]
- Correzzola (parrocchie di Brenta d'Abbà, Concadalbero, Correzzola, Terranova, Villa del Bosco)
- Due Carrare (parrocchie di Carrara San Giorgio, Carrara Santo Stefano, Cornegliana)
- Enego (parrocchie di Enego, Fosse di Enego, Stoner)
- Gallio (parrocchie di Foza, Gallio, Sasso, Stoccareddo)[6]
- Guizza (parrocchie di Bassanello, Guizza, Santa Teresa di Gesù Bambino)[7]
- Medio Brenta (parrocchie di Campese, Campolongo sul Brenta, San Nazario, Solagna)
- Monteortone (parrocchie di Monteortone, Monterosso, Tramonte)
- Piove di Sacco (parrocchie di Madonna delle Grazie, Piove di Sacco-Duomo, Piovega, Sant'Anna, Tognana)
- Piovene (parrocchie di Grumello, Piovene, Rocchette)[8]
- Rovolon (parrocchie di Bastia, Carbonara, Rovolon)[9]
- Valstagna (parrocchie di Carpanè, Cismon del Grappa, Costa, Oliero, Valstagna)[10]
- Vigonza (parrocchie di Peraga, Pionca, Vigonza)[11]
- Vo' (parrocchie di Boccon, Cortelà, Vo' Centro, Vo' Vecchio, Zovon)[12]